# Bạo loạn tại giải vô địch bóng đá châu Âu 2016

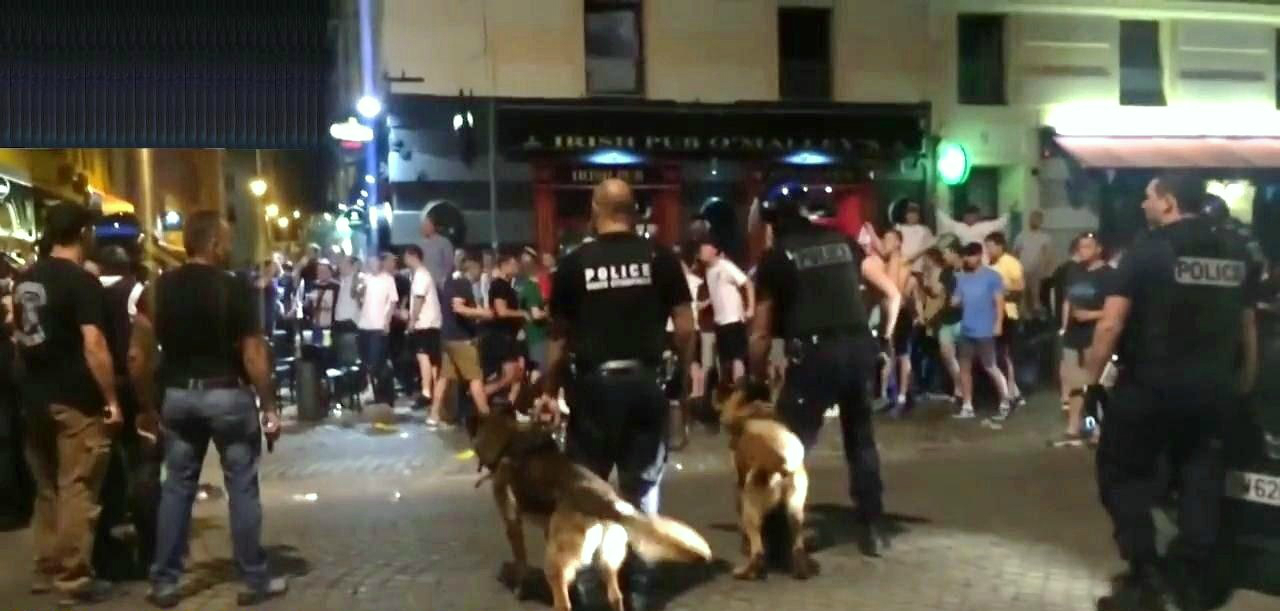
Một vụ bạo loạn ở Marseille Pháp tại giải vô địch bóng đá châu Âu 2016

Tại giải vô địch bóng đá châu Âu 2016 diễn ra ở Pháp đã xảy ra một số vụ bạo loạn nghiêm trọng giữa cổ động viên côn đồ các quốc tịch khác nhau, và bạo lực liên quan giữa người hâm mộ, cả trên khán đài nơi mà trận đấu đã diễn ra, và ở các thành phố gần sân vận động. Cả những người tổ chức và các quan chức chính phủ ở một số quốc gia đã lên án mọi bạo lực, và đề nghị các biện pháp trừng phạt khác nhau bao gồm cả việc loại các đội ra khỏi giải đấu và một lệnh cấm rượu. Bạo lực lan rộng thêm ra một phần là do một nhóm khoảng 150 cổ động viên côn đồ Nga tổ chức rất khôn khéo.

## Diễn biến

### 10 tháng 6

#### Marseille trước trận đấu đầu tiên
Trước khi giải bóng đá bắt đầu, nhiều người hâm mộ đã có mặt tại các địa điểm khác nhau. Vào ngày 10 tháng 6 tại Marseille có cuộc bạo động giữa côn đồ bóng đá Anh, người dân địa phương và cảnh sát. Cảnh sát đã phải sử dụng hơi cay để giải tán đám đông. Một nhóm người Anh đã hát các ca khúc như "ISIS, where are you?" ("IS, các ngươi đang ở đâu?"), khiêu khích một số thanh niên xuất xứ từ Maghreb. Một người hâm mộ và một người đàn ông địa phương đã bị bắt giữ. Các fan sau đó phàn nàn rằng, cảnh sát đã có những đối đầu không cần thiết, và kích động vấn đề thêm nữa. 6 người hâm mộ Anh sau đó đã bị bắt và bị buộc tội ném chai vào cảnh sát hoặc các người hâm mộ khác. Một fan người Anh bị đưa vào bệnh viện trong tình trạng nghiêm trọng, trong khi, hàng chục người khác bị thương trong các vụ đụng độ. 2 fan Anh đầu tiên ném chai vào cảnh sát đã bị án tù 3 tháng và bị cấm vào Pháp 2 năm.
Thị trấn này trong Giải bóng đá vô địch thế giới 1998 tại Pháp, đã là nơi xảy ra các cuộc đụng độ bạo lực giữa côn đồ bóng đá Anh và thanh niên địa phương.

### 11 tháng 6

#### Trận bóng đá giữa đội Anh và Nga
Vào ngày 11 tháng 6, các người hâm mộ Anh và Nga đụng độ với nhau vào ban ngày trước trận đấu tối hôm đó giữa hai đội. Theo các nhân chứng Pháp và tạp chí L'Équipe các cuộc bạo loạn xảy ra tại Cours Estienne-D'Orves gần cảng cũ, sau khi các fan Nga đã tấn công một nhóm người Anh trong một quán nước. Sáng sớm ngày hôm sau các phương tiện truyền thông Pháp cho biết, có trên 30 người bị thương, trong đó có bốn người bị thương nặng. Một ủng hộ viên Anh, Andrew Bache, đã phải nhập viện sau khi bị chấn thương não và tim ngừng đập trong một cuộc tấn công bởi một nhóm hâm mộ người Nga bị cáo buộc có trang bị các thanh sắt. Cảnh sát lại phải dùng hơi cay và vòi rồng để giải tán đám đông. Ngay sau trận đấu, kết thúc với tỷ số 1-1, khoảng 150 fan Nga tại Sân vận động Vélodrome tấn công những người ủng hộ Anh tại một khán đài bên cạnh. Các fan Nga đã châm pháo sáng và leo qua hàng rào để tấn công những người ủng hộ đối lập. Hai người ủng hộ Nga cũng đã bị bắt giữ khi họ tràn xuống sân trong trận đấu. Sau trận đấu lại có những cuộc đụng độ.
Cảnh sát Pháp đã bắt tại những cuộc bạo loạn này, 6 người Anh, một người Áo và 3 người Pháp. Hai người Nga bị đuổi về nước, tuy nhiên không có côn đồ bóng đá Nga nào bị bắt cả.
Một đoạn băng video sau đó đã được công bố cho thấy nhóm "ultras" (quá khích) Nga tấn công các fan Anh bằng ghế và các thanh kim loại. Công tố viên trưởng ở Marseille ngày 14 tháng 6 cho biết, theo những điều tra ban đầu bạo lực gây ra, ngoài một số người Anh, bởi một nhóm côn đồ bóng đá Nga gồm khoảng 150 người, ông ta gọi nhóm này là nhóm "siêu nhanh và siêu bạo lực".
35 người đã bị thương, phần lớn là cổ động viên Anh trong đó bốn người bị thương nặng. Các fan Anh nói rằng, Hooligans Nga hoạt động có phối hợp và tấn công chủ yếu vào người Anh, không chỉ vào các côn đồ bóng đá Anh mà cả người hâm mộ Anh bình thường. Các fan Nga và một số tờ báo của Nga tường thuật, người Anh đã chọc tức người Nga qua các bài hát về Maria Sharapova và Vladimir Putin.
Đến tối 14 tháng 6, UEFA công bố, Ủy ban kỷ luật đã mở cuộc điều tra đối với Liên đoàn bóng đá Nga, về việc các côn đồ Nga tấn công khối người Anh, về lối đối xử kỳ thị chủng tộc và việc ném pháo hoa. UEFA cuối cùng đã lên án các Liên đoàn bóng đá Nga vì sự bạo động của côn đồ Nga tại sân vận động và phạt tiền 150.000 euro và bị án treo trong suốt thời gian ở EM; nếu lặp lại sẽ bị loại trừ khỏi giải. Ngay từ Giải vô địch bóng đá châu Âu 2012 tại Ba Lan và Ukraina fan Nga đã liệng pháo hoa và đã bị để ý về những hành vi phân biệt chủng tộc. Liên đoàn bóng đá Nga lúc đó đã phải trả tiền phạt 120.000 euro và bị cảnh cáo. Hiệp hội bóng đá Anh không bị điều tra vì các hành vi sai trái của các người hâm mộ Anh xảy ra bên ngoài sân vận động và do đó ngoài thẩm quyền của UEFA.
Trong vụ này, 6 fan Anh, tuổi từ 20 tới 41, đã bị kết án từ 1 tới 3 tháng.

### 12 tháng 6

#### Nice
Vào ngày 12 tháng 6, bạo lực đã nổ ra giữa côn đồ bóng đá Pháp và các fan Bắc Ireland, những người đã uống bia một cách thân thiện với các người ủng hộ Ba Lan ở Nice, trước trận đấu Bắc Ireland với Ba Lan. Báo địa phương sau đó cho hay cuộc tấn công đã bị khiêu khích bởi nhóm người Pháp "Ultras". 6 người ủng hộ Bắc Ireland và một người Ba Lan bị thương, trong đó có một người bị thương nghiêm trọng.

#### Lille
Vào ngày 12 tháng 6, khoảng 30 chục côn đồ bóng đá Đức đã tấn công một nhóm hâm mộ Ukraina vui chơi yên bình tại công trường chính ở Lille, theo ước tính trong số 20 ngàn người hâm mộ Đức có khoảng 150 côn đồ Đức có mặt vào lúc đó, mặc dù chính quyền đã có nhiều biện pháp như chận ở biên giới, bắt trình diện tại sở cảnh sát, hoặc tịch thu hộ chiếu và cả tạm giam. Trước đó cả ngàn người hâm mộ Đức và Ukraina đã cùng vui chơi chung quanh Grand Place chờ đón trận đấu giữa Đức và Ukraina.

### 14 tháng 6

#### Xe bus Nga bị giữ lại gần Cannes
Cảnh sát đã chận gần Cannes một xe bus chở 43 người hâm mộ Nga. Nhóm này bị cho là có tham dự vào các cuộc bạo loạn ở Marseille trong trận đấu giữa Nga và Anh. Trong số này có Alexander Shprygin, đại diện cho Liên hội người hâm mộ bóng đá Nga ở Pháp và cũng là nhân viên của phó chủ tịch quốc hội và thành viên hội đồng quản trị liên đoàn bóng đá Nga Igor Lebedev. Shprygin là một thành phần cực hữu, trong thập niên 1990 cầm đầu nhóm Neonazi và côn đồ bóng đá của hội bóng đá FC Dynamo Moskva. 11 người đã được thả ra, số còn lại bị tiếp tục điều tra. Bộ ngoại giao Nga đã triệu tập đại sứ Pháp và đòi phải giải quyết chuyện này một cách văn minh và thiệt nhanh chóng. Ngoại trưởng Nga Sergey Lavrov chỉ trích nhà cầm quyền Pháp, kích động tinh thần chống Nga. Việc đòi hỏi nhóm hâm mộ Nga phải trình giấy tờ và xuống xe bus là không thể chấp nhận được. Lawrow cho là, hành động này có thể ảnh hưởng không tốt đến quan hệ Nga-Pháp.
Pháp ngày 16 tháng 6 thông báo sẽ trục xuất thủ lĩnh Hội cổ động viên bóng đá Nga, Alexander Shprygin, người theo xu hướng cực hữu, cùng 19 người khác sau vụ bạo lực hôm 11/6 ở Marseille. Ba cổ động viên khác của Nga bị tạm giữ và sau đó bị án 12, 18 và 24 tháng tù và bị cấm nhập cảnh vào Pháp trong vòng hai năm do liên quan đến vụ bạo lực ở Marseille.

### 15 tháng 6

#### Trận đấu giữa Nga và Slovakia ở Lille
Không có đụng độ lớn giữa côn đồ Nga tới xem trận đấu của đội tuyển họ với đội Slovakia và các người hâm mộ Anh tới đây để xem trận đấu giữa Anh và Wales vào ngày hôm sau tại Lens. Ngoài những va chạm nhỏ, vào buổi tối cảnh sát đã phải dùng hơi cay giải tán 200 người hâm mộ Anh đã gây ẩu đã với các nhóm người Pháp đang ra về khi xem xong trận đấu giữa nước họ và Albania. Tổng cộng 36 côn đồ bị bắt, 50 người phải được điều trị, trong đó 16 phải tới nhà thương. Trong số những người bị bắt ngày hôm nay có sáu người Nga dính líu trong vụ bạo động ở Marseille.
Trong một chuyến xe lửa từ Calais tới Lille cũng xảy ra một trận ẩu đã giữa fan của Anh và Wales làm nhiều người bị thương nhẹ. Tại nhà ga Hazebrouck gần biên giới Bỉ 5 người tham dự bị cảnh sát lôi xe khỏi xe.

### 16 tháng 6

#### Côn đồ Nga tấn công du khách Tây Ban Nha ở Köln
6 côn đồ Nga, tới từ Bruxelles trên đường về nhà đã tấn công dã man 3 người Tây Ban Nha đang phát và dán trên một hàng rào xây cất nhãn hiệu chống phát xít cho một phong trào thiên tả tại công trường chính ở Köln. 5 người tuổi từ 26 đến 30 bị bắt tại chỗ, một người bị bắt ở phi trường Köln/Bonn. Theo điều tra ban đầu thì họ bay vào ngày 10 tháng 6 từ Moskva sang Marseille, trong túi ho có vé cho trận đấu Anh-Nga. Một người đã được thả về, 5 người còn lại vẫn bị tạm giam để điều tra.

### 17 tháng 6

#### Trận đấu Croatia và Cộng hòa Séc
Phút 86 từ dãy khán đài fan Croatia, nhiều pháo sáng được ném xuống, một quả pháo nổ bên cạnh một người giữ trật tự. Trận đấu bị gián đoạn. Trong dãy này, khác với các lần ẩu đã trước, các fan Croatia đánh lộn với nhau. Đây hiển nhiên là một hành động phá hoại của nhóm côn đồ quá khích Bad Blue Boys của đội Dinamo Zagreb, gồm khoảng 10 người trong sân vận động, muốn gây thiệt hại cho liên đoàn bóng đá nước mình.
Vì việc này Liên đoàn bóng đá Croatia bị phạt 100.000 euro và không được phép bán vé cho những trận còn lại cho những người mà bị nhận diện là côn đồ bóng đá.

#### Trận đấu Tây Ban Nha và Thổ Nhĩ Kỳ
3 côn đồ đã bị bắt giam ở Nice vì mang theo biểu ngữ ủng hộ Nazi và thêm 3 người khác vì đã mang pháo sáng vào trong sân vân động.

### 18 tháng 6

#### Trận đấu Iceland và Hungary
Đã có ẩu đã giữa các người hâm mộ Hungary và trật tự viên trước trận đấu, có lẽ vì họ không đồng ý với việc sắp xếp chỗ ngồi và đã tràn sang khu khán đài khác. Cả hơi cay cũng được sử dụng.

### 11 tháng 7

#### Trận chung kết giữa Pháp và Bồ Đào Nha
Trong thời gian diễn ra trận chung kết, ở khu fanzone dưới chân tháp Eiffel, bạo loạn xảy ra vì một nhóm các CĐV cố gắng đột nhập vào fanzone khi không có sự cho phép. Cảnh sát Pháp bắt khoảng 40 người vì bạo lực và các vi phạm khác trước và sau khi đội tuyển bóng đá nước này bị đội Bồ Đào Nha đánh bại trong trận chung kết ở Paris.